# 扎斯塔夫涅 (佐洛喬夫區)
49°49′14″N 24°25′50″E / 49.82056°N 24.43056°E
扎斯塔夫涅（烏克蘭語：Заставне），是烏克蘭西部的村莊，隸屬利維夫州的佐洛奇夫區。該村始建於1430年，面積2.2平方公里，海拔高度243米，2022年人口700，人口密度每平方公里323.48人。